# Valmir Francis
Valmir Aparecido Franci de Campos Júnior, noto semplicemente come Francis (Capivari, 16 aprile 1990), è un calciatore brasiliano, attaccante del São Joseense.

## Caratteristiche tecniche
È un'ala destra.

## Statistiche

### Presenze e reti nei club
Statistiche aggiornate al 3 giugno 2017.
| Stagione                 | Squadra                  | Campionato               | Campionato | Campionato | Coppe nazionali | Coppe nazionali | Coppe nazionali | Coppe continentali | Coppe continentali | Coppe continentali | Altre coppe | Altre coppe | Altre coppe | Totale | Totale |
| Stagione                 | Squadra                  | Comp                     | Pres       | Reti       | Comp            | Pres            | Reti            | Comp               | Pres               | Reti               | Comp        | Pres        | Reti        | Pres   | Reti   |
| ------------------------ | ------------------------ | ------------------------ | ---------- | ---------- | --------------- | --------------- | --------------- | ------------------ | ------------------ | ------------------ | ----------- | ----------- | ----------- | ------ | ------ |
| 2010                     | Votoraty                 | PAU2                     | 6          | 0          | CB              | 2               | 0               |                    | -                  | -                  |             | -           | -           | 8      | 0      |
| 2011                     | Monte Azul               | PAU2                     | 12         | 1          | CB              | 0               | 0               |                    | -                  | -                  |             | -           | -           | 12     | 1      |
| 2011                     | Tupi                     | D                        | 2          | 0          | CB              | 0               | 0               |                    | -                  | -                  |             | -           | -           | 2      | 0      |
| 2012                     | Paranavaí                | PAR                      | 12         | 3          | CB              | 0               | 0               |                    | -                  | -                  |             | -           | -           | 12     | 3      |
| 2013                     | Botafogo-SP              | PAU                      | 19         | 2          | CB              | 0               | 0               |                    | -                  | -                  |             | -           | -           | 19     | 2      |
| 2013                     | Joinville                | B                        | 12         | 1          | CB              | 0               | 0               |                    | -                  | -                  |             | -           | -           | 12     | 1      |
| 2014                     | Joinville                | B+CAT                    | 1+11       | 0+1        | CB              | 2               | 0               |                    | -                  | -                  |             | -           | -           | 14     | 1      |
| Totale Joinville         | Totale Joinville         | Totale Joinville         | 24         | 2          |                 | 2               | 0               |                    | -                  | -                  |             | -           | -           | 26     | 2      |
| 2014                     | Boa Esporte              | B                        | 10         | 0          | CB              | 0               | 0               |                    | -                  | -                  |             | -           | -           | 10     | 0      |
| 2015                     | Capivariano              | PAU                      | 14         | 3          | CB              | 3               | 0               |                    | -                  | -                  |             | -           | -           | 17     | 3      |
| 2015                     | Botafogo-SP              | D                        | 14         | 6          | CB              | 0               | 0               |                    | -                  | -                  |             | -           | -           | 14     | 6      |
| 2015-2016                | Vitória Guimarães        | PL                       | 7          | 0          | TP+TL           | 0               | 0               | UEL                | 0                  | 0                  |             | -           | -           | 7      | 0      |
| 2016-gen. 2017           | Vitória Guimarães        | PL                       | 0          | 0          | TP+TL           | 0+1             | 0               |                    | -                  | -                  |             | -           | -           | 1      | 0      |
| Totale Vitória Guimarães | Totale Vitória Guimarães | Totale Vitória Guimarães | 7          | 0          |                 | 1               | 0               |                    | 0                  | 0                  |             | -           | -           | 8      | 0      |
| 2017                     | Botafogo-SP              | C+PAU                    | 2+13       | 0+4        | CB              | 0               | 0               |                    | -                  | -                  |             | -           | -           | 15     | 4      |
| Totale Botafogo-SP       | Totale Botafogo-SP       | Totale Botafogo-SP       | 48         | 12         |                 | 0               | 0               |                    | -                  | -                  |             | -           | -           | 48     | 12     |
| Totale carriera          | Totale carriera          | Totale carriera          | 140        | 21         |                 | 8               | 0               |                    | 0                  | 0                  |             | -           | -           | 148    | 21     |

## Palmarès

### Competizioni nazionali
- Campeonato Brasileiro Série D: 2

Tupi: 2011
Botafogo-SP: 2015

### Competizioni statali
- Copa Santa Catarina: 1

Joinville: 2013